# Базаров, Владимир Кузьмич
Влади́мир Кузьми́ч База́ров (15 июля 1898 года, село Мячково Коломенского уезда Московской губернии, — убит 27 июля 1941 года в районе деревни Махова (Мохово) Смоленской области, там же похоронен) — советский военачальник, комбриг (31 декабря 1938 года).

## Биография
Владимир Кузьмич из рабочей семьи. Окончил начальную школу, работал в Коломне токарем на машиностроительном заводе.
В феврале 1919 года призван Коломенским уездным военкоматом в РККА, красноармеец во 2-м Рязанском, затем во 2-м Московском стрелковых полках. В сентябре того же года переведён командиром отделения во 2-й запасный полк, город Ромны Полтавской губернии. В его составе с сентября 1919 года участвовал в ликвидации банд атамана Зелёного (Д. И. Терпило).
С сентября 1920 года курсант 29-х пехотных Полтавских курсов (с мая 1921 года — 14-я пехотная Полтавская школа комсостава РККА). Курсантом участвовал в боях в Полтавской и Харьковской губерниях с вооруженными группами Н. И. Махно, бандами М. Никифоровой и П. Петренко.
Окончив пехотную школу (сентябрь 1923 года), проходил службу в 70-м стрелковом полку 24-й Самаро-Симбирской Железной стрелковой дивизии Украинского военного округа: отделенный командир, командир взвода. Переведён в 287-й стрелковый полк 96-й стрелковой дивизии: командир взвода, роты, батальона.
После окончания Стрелково-тактических курсов усовершенствования комсостава РККА «Выстрел» имени Коминтерна (1931 год) — командир батальона 65-го Новороссийского стрелкового полка 22-й Краснодарской стрелковой дивизии Северо-Кавказского военного округа.
Окончил в 1932 году бронетанковые курсы усовершенствования комсостава РККА имени Бубнова в Ленинграде, назначен командиром отдельного танкетного батальона. С апреля 1933 года командир батальона в 66-м стрелковом полку, с которым в июле 1937 года убыл на Дальний Восток в состав 1-й Отдельной Краснознамённой армии.
С июня 1938 года командир 40-й стрелковой дивизии имени Серго Орджоникидзе, полковник. Принимал участие в боях у озера Хасан, руководил боевыми действиями по захвату высоты Заозёрная. В декабре 1938 года присвоено персональное воинское звание комбриг.
С сентября 1939 года командир 134-й стрелковой дивизии, сформированной в Мариуполе на базе 80-й стрелковой дивизии имени Пролетариата Донбасса, с мая 1941 года входившей в состав 25-го стрелкового корпуса Харьковского военного округа.
В начале Великой Отечественной войны стрелковая дивизия, находившаяся в Святогорских лагерях (Полтавская область), в составе корпуса была переброшена на витебское направление. Там 11 июля 1941 года она попала под удар мотомеханизированных частей немецкой 19-й танковой дивизии. Несмотря на приказ об отступлении, полученный 12 июля, комбриг В. К. Базаров остался на месте и руководил обороной. Собрав остатки дивизии, он начал выводить их из окружения, двигаясь по немецким тылам к городу Велиж.
В бою 20 июля дивизия понесла тяжёлые потери: до 2 000 человек убитыми и ранеными, два дивизиона артиллерии, две батареи полковой артиллерии, другое вооружение и имущество. 27 июля небольшая группа вышла из окружения к реке Вопь в районе 50 — 60 километров южнее города Белый (остальные части корпуса позднее вышли с группой генерала И. В. Болдина). Возглавлявший эту группу комбриг В. К. Базаров погиб.

## Знаки отличия
Награждён знаками отличия:
- Орден Ленина (25 октября 1938 года);
- Орден Красной Звезды (16 августа 1936 год)[5];
- Медаль «XX лет Рабоче-Крестьянской Красной Армии» (22 февраля 1938 года)[5].

## Семья
- Жена — Серафима Сергеевна.
- Дочь — Мария.